# Decyn
Decyn (starší název decin) je uhlovodík ze skupiny alkynů se sumárním vzorcem C10H18.
Jeho teplota vzplanutí je 48 °C, což jej řadí mezi hořlaviny II. třídy.

## Podobné sloučeniny
- oktyn
- nonyn
- undecyn
- dodecyn

- dekan
- dekanol
- decen